# Lactarius albocarneus
Lactarius albocarneus Max Britzelmayr, 1895) din încrengătura Basidiomycota, în familia Russulaceae și de genul Lactarius este o specie de ciuperci necomestibile destul de răspândită care coabitează, fiind un simbiont micoriza (formează micorize pe rădăcinile arborilor). O denumire populară nu este cunoscută. În România, Basarabia și Bucovina de Nord trăiește în grupuri mai mari sau mai mici, pe sol calcaros și umed, în păduri de conifere, adesea pe mușchi, sub brazi argintii și molizi. Apare de la deal la munte, cu predilecție în regiuni montane, din (august) septembrie până în noiembrie.

## Taxonomie

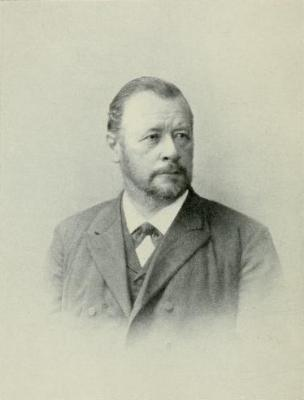
Max Britzelmayr

Poate deja renumitul savant Elias Magnus Fries a descoperit specia ca primul în 1821, denumind-o Agaricus fascinans, dar descrierea lui este prea imprecisă și vagă și, de aceea, nu a fost acceptată, consecvent, de asemenea, și taxonul lui, Lactarius fascinans din 1838.
Numele binomial Lactarius albocarneus, valabil până în prezent (2021), a fost determinat de micologul bavarez Max Britzelmayr în volumul 62 al jurnalului micologic Botanisches Centralblatt din 1895.
În 1940, aceiași specie a fost determinată drept Lactarius glutinopallens de micologii danezi Frits Hansen Møller (1887–1962) și Jakob Emanuel Lange în volumul 5 al operei lui Lange Flora Agaricina Danica din 1940, fiind astfel un homonim. Totuși taxonul se mai găsește în cărți micologice, de exemplu la Bruno Cetto (vezi sus). De asemenea, transferul speciei la genul Lactifluus sub păstrarea epitetului prin micologul german Otto Kuntze, de verificat în volumul 3 al operei sale Revisio generum plantarum:vascularium omnium atque cellularium multarum secundum leges nomenclaturae internationales cum enumeratione plantarum exoticarum in itinere mundi collectarum din 1898 a fost respins.
Toate celelalte încercări de redenumire nu sunt folosite, dar acceptate sinonim.
Epitetul specific este derivat din cuvintele latine (latină albus=alb) și adjectivul substantivului (latină caro, genitiv carnis=carne), datorită aspectului pe exterior.

## Descriere

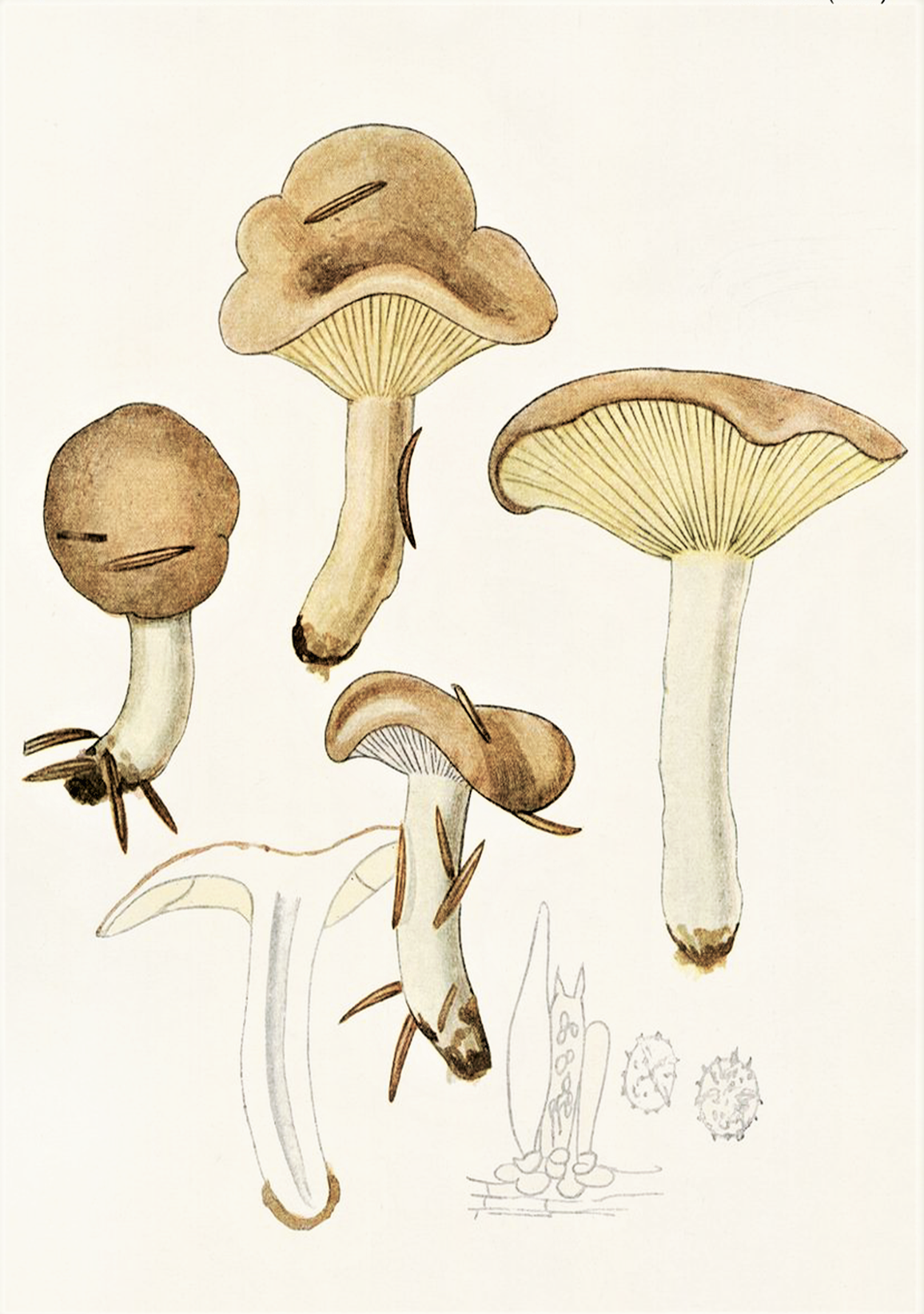
Bres.: Lactarius fascinans

- Pălăria: are un diametru de 4–7 (9) cm, este nu prea cărnoasă, puțin elastică, pentru mult timp convexă cu marginea răsfrântă spre picior, apoi din ce în ce mai plată și chiar adâncită în centru, cu marginea atunci ondulată. Cuticula este netedă, pe vreme uscată cu aspect mătăsos și brumat argintiu, dar la umezeală forte vâscoasă, fără zone concentrice. Coloritul tinde între izabel sau palid gri, slab gri-ocru sau gri-liliaceu, carneu deschis până la gri-brun ori gri-violet. Când cuticula este apăsată, devine repede violet-negricioasă.
- Lamelele: sunt dese, subțiri, și intercalate, orizontale sau slab arcuite, cu muchii ascuțite, fiind ori aderate larg la picior, ori scurt decurente de-a lungul lui. Coloritul este la început albicios, devenind cu vârsta slab ocru.
- Piciorul: are o înălțime de 4-7 cm și o grosime de 1-1,5 (2) cm, este mlădios-spongios, cilindric cu o bază păroasă, mai întâi împăiat, iar la bătrânețe gol pe dinăuntru. Suprafața netedă cu aspect slab longitudinal fibros, este lucioasă, iar la umezeală vâscoasă. Coloritul albicios până slab maroniu deschis este uneori pătat ocru. Nu prezintă un inel.
- Carnea: destul de elastică, și albicioasă ce se decolorează după tăiere gălbui, are un miros slab fructuos, dar un gust amar, astringent și foarte iute.
- Laptele:  care curge abundent la început, este alb și subțire. Deși nu se decolorează în contact cu aerul, devine, odată uscat, galben-sulfureu. Este și el amar, iute și astringent ca carnea.[4][5]
- Caracteristici microscopice: are spori rotunjori, ușor amilozi (ce înseamnă colorabilitatea structurilor tisulare folosind reactivi de iod), hialini (translucizi), ornamentați pe suprafață cu crestături parțial reticulate precum presărați cu negi izolați de până la 1 µm cu o mărime de 9-13 x 9-12 microni. Pulberea lor este gălbuie. Basidiile cu (2)-4 sterigme fiecare sunt clavate și măsoară 50-55 x 10-12 microni. Cistidele (celule de obicei izbitoare și sterile care pot apărea între basidii și himen, stratul fructifer) sunt fusiforme și ascuțite cu o dimensiune de 70-80 x 5-15 microni.[13] Pleurocistidele (elemente sterile situate în himenul de pe fețele lamelor) de 65-100 × 8-10 microni sunt numeroase, în formă de lanțetă și înălțate, fiind uneori colorate palid gălbui. Prezintă și multe cheilocistide (elemente sterile situate pe muchia lamelor) îngust fusiforme sau în formă de sulă și nu rar vârfuri cu aspectul unui cordon perlat, măsurând 30-70 × 6,5-10 microni. Muchiile sunt eterogene. Pileocistidele (elemente sterile de pe suprafața pălăriei) într-un trichoderm gros de 200-300 µm constau din hife translucide, ascendente și neregulat încolăcite, late de 2-3µm.[14]
- Reacții chimice: cuticula se decolorează cu acid sulfuric slab gri-roșiatic, carnea și lamelele cu anilină de fenol peste roz, vinaceu în violet-negricios, cu fenol încet de la roșu de somon la brun închis, cu guaiacol după o jumătate de oră palid liliaceu, cu sulfat de fier după 5 minute carneu-măsliniu, și carnea cu tinctură de Guaiacum după ceva timp gri-verzui deschis.[15][16]

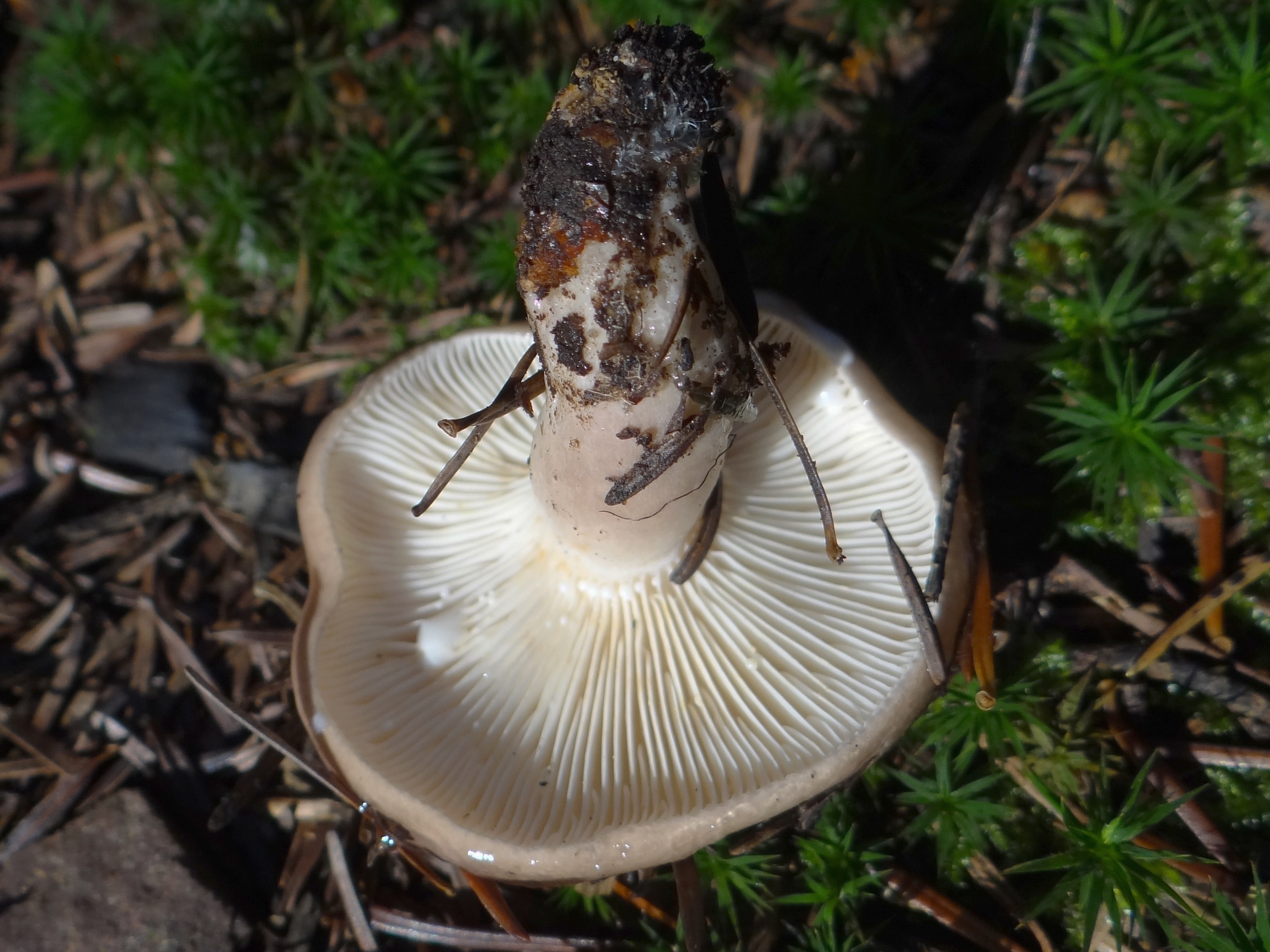
L. albocarneus, lamele și picior

## Confuzii
Ciuperca poate fi confundată preponderent cu specii înrudite, aproape toate necomestibile sau otrăvitoare, amare sau iute. Exemple sunt: Lactarius acris (necomestibil), Lactarius aspideus sin. Lactarius flavidus (necomestibil), Lactarius azonites (necomestibil), Lactarius blennius (necomestibil), Lactarius decipiens (necomestibil), Lactarius flexuosus (necomestibil), Lactarius fluens (necomestibil), Lactarius glyciosmus (condiționat comestibil), Lactarius pallidus (necomestibil), Lactarius pubescens (otrăvitor), Lactarius uvidus (necomestibil), Lactarius vietus (necomestibil) sau Lactarius violascens (necomestibil).

## Specii asemănătoare în imagini

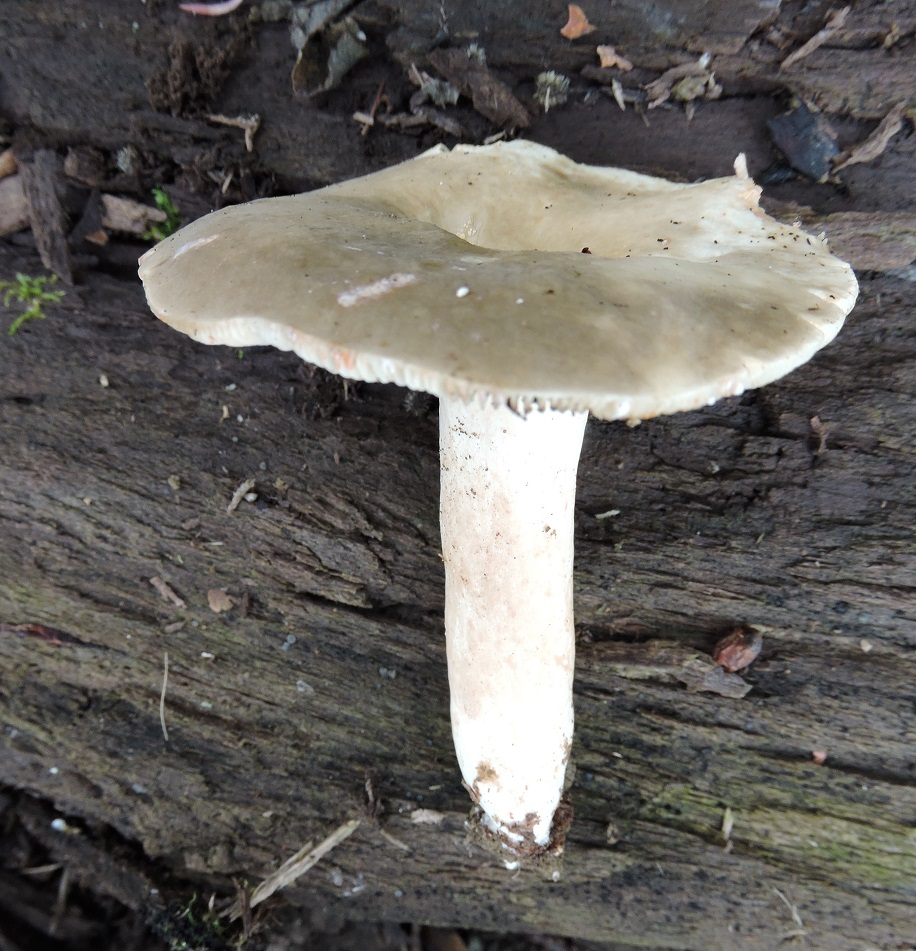
!Lactarius acris!
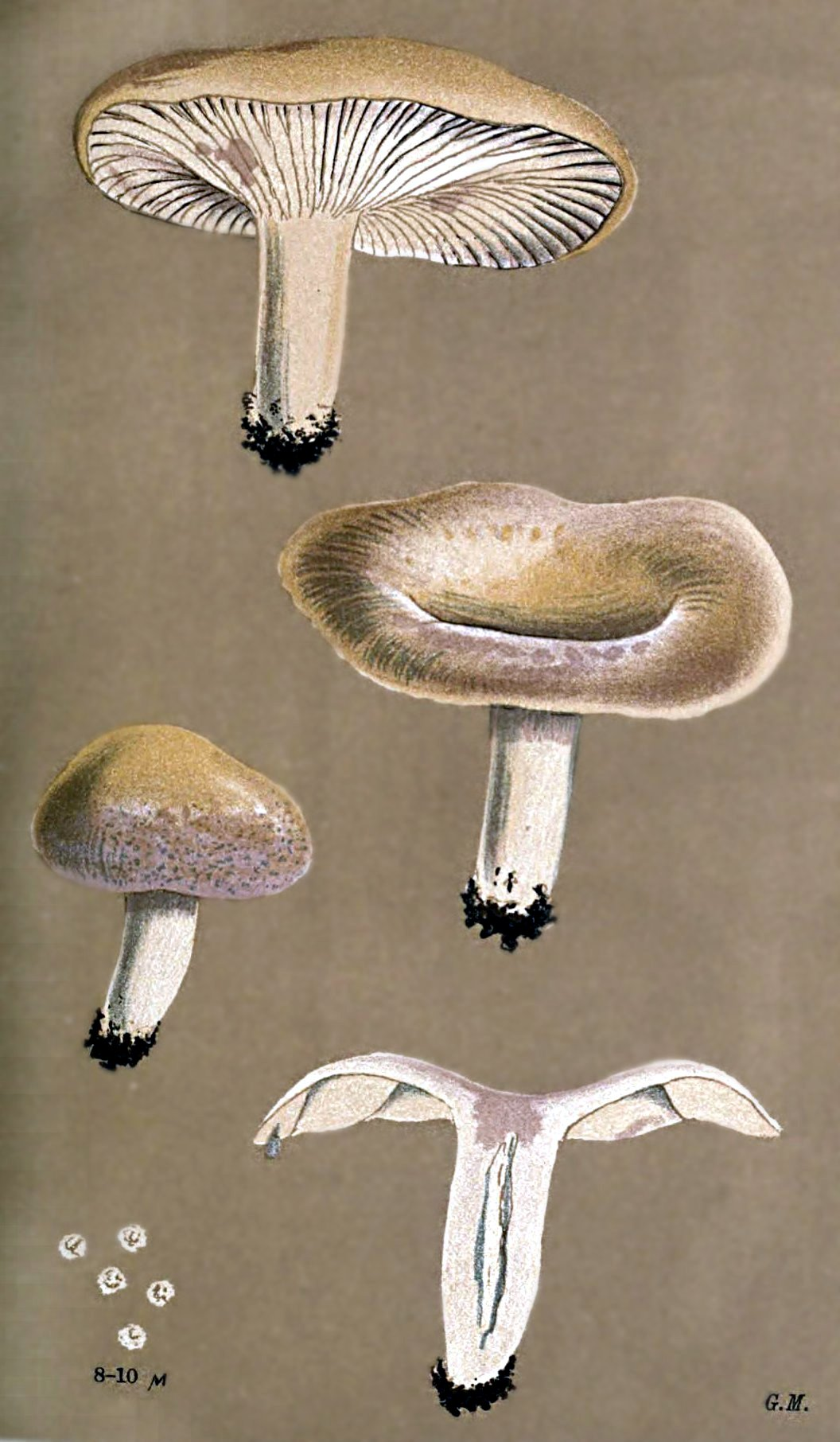
!Lactarius aspideus!  sin. !Lactarius flavidus!
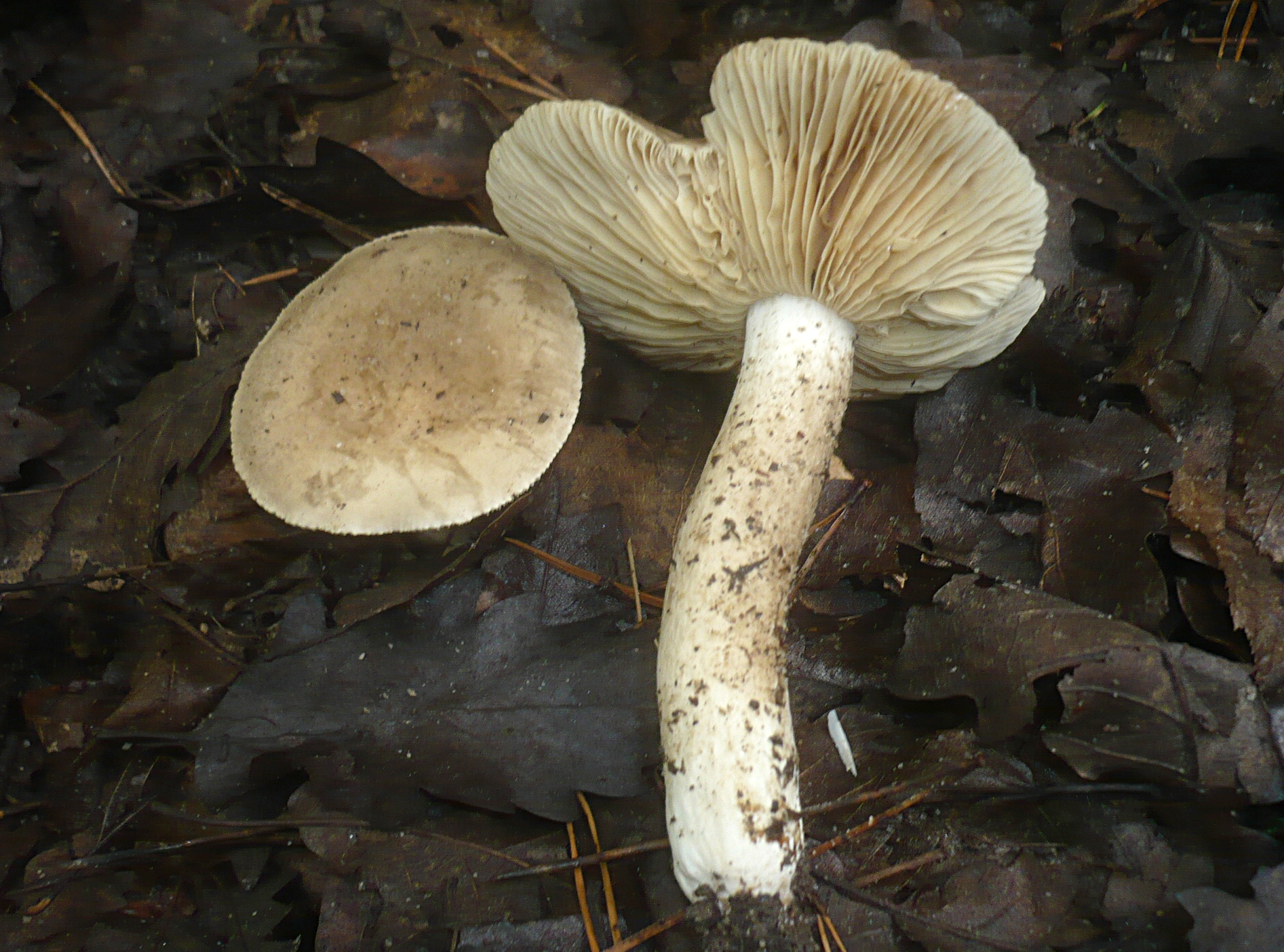
!Lactarius azonites!
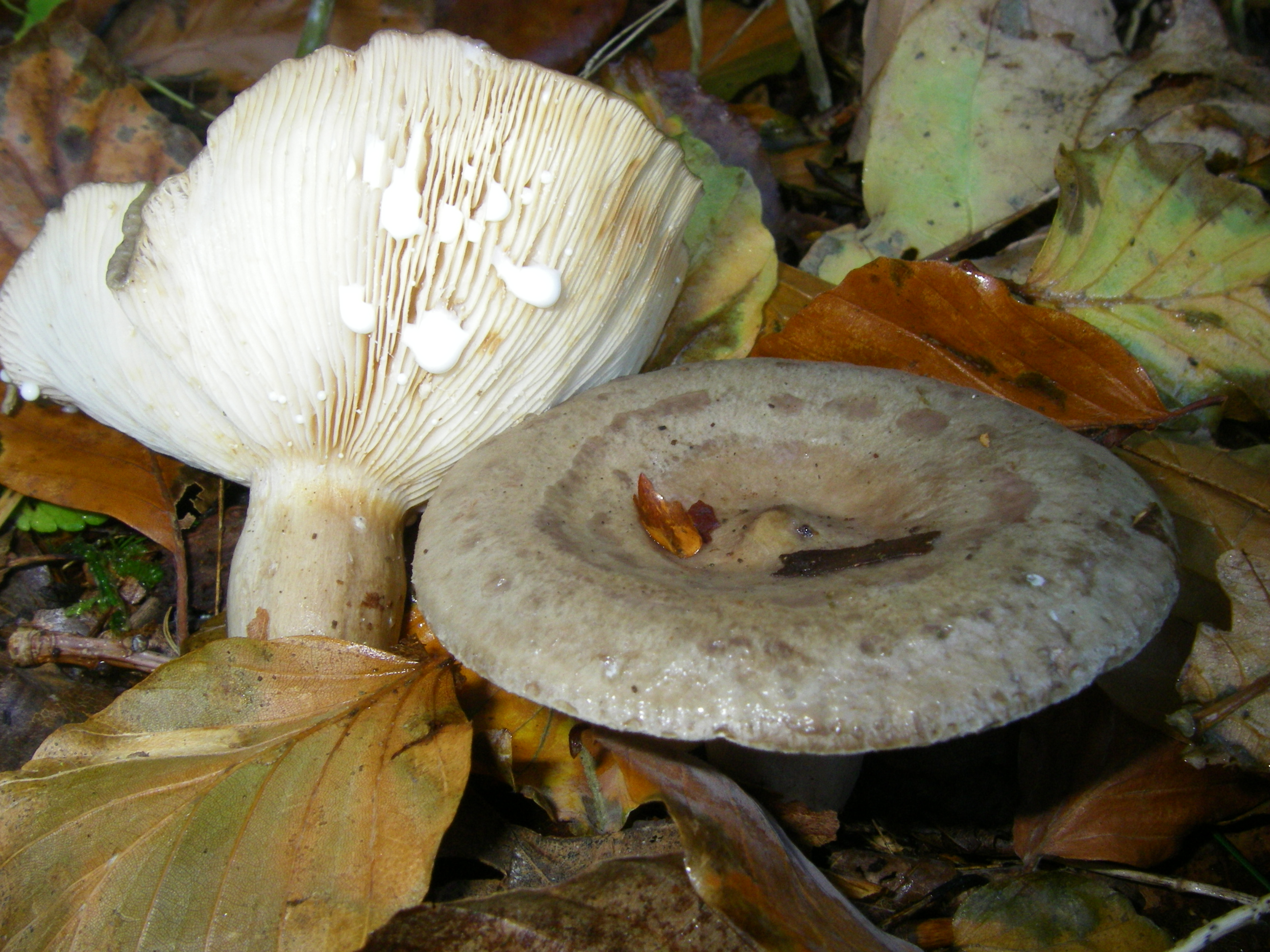
!Lactarius blennius!
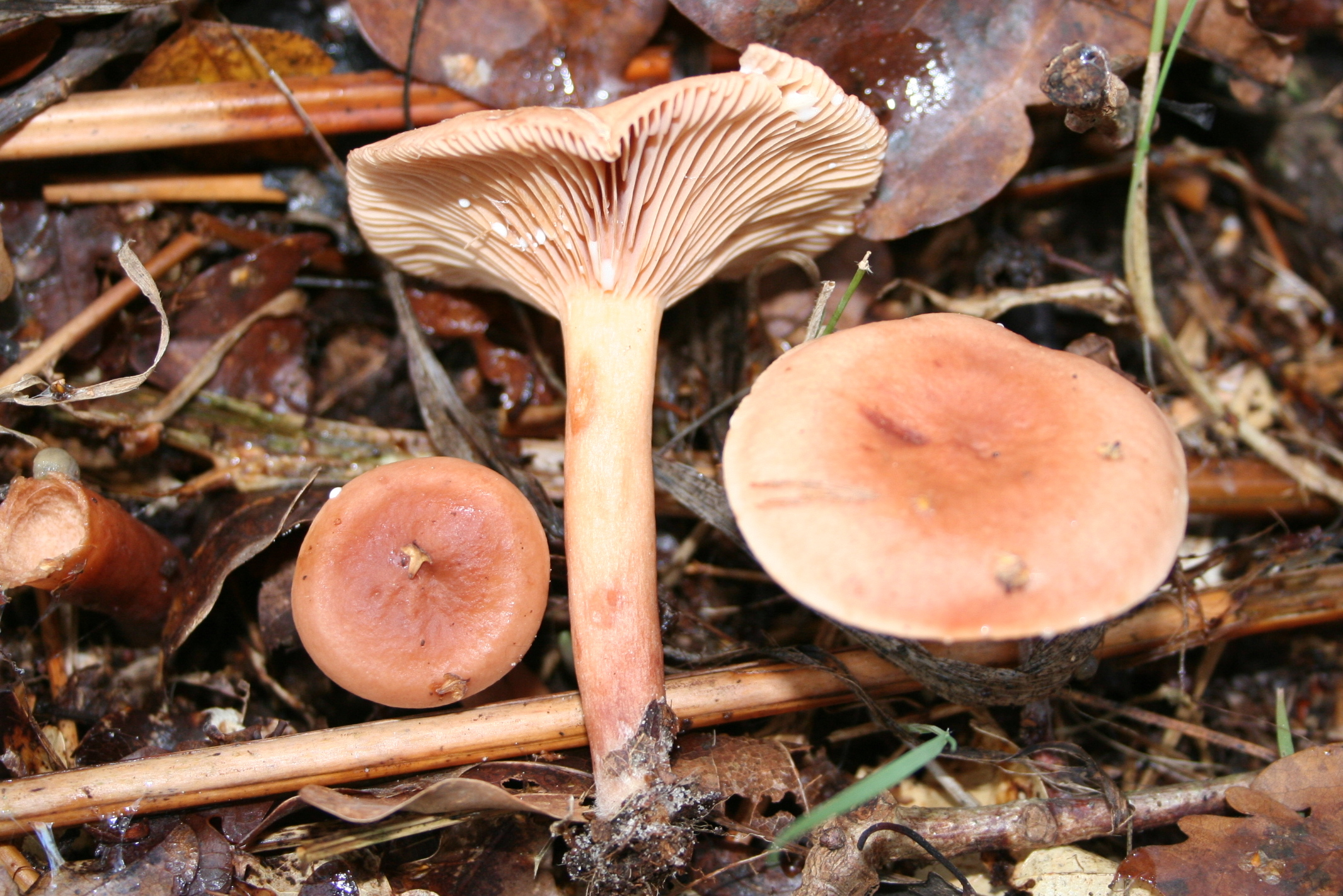
! Lactarius decipiens!
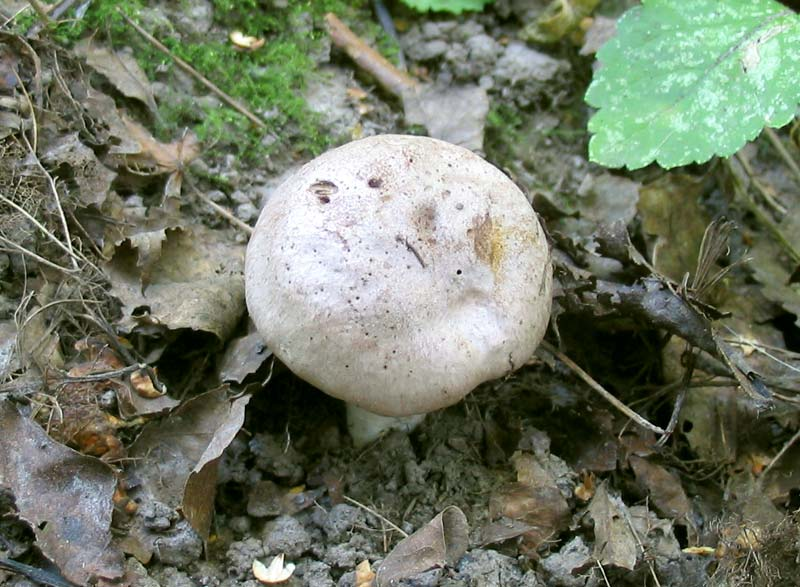
!Lactarius flexuosus!
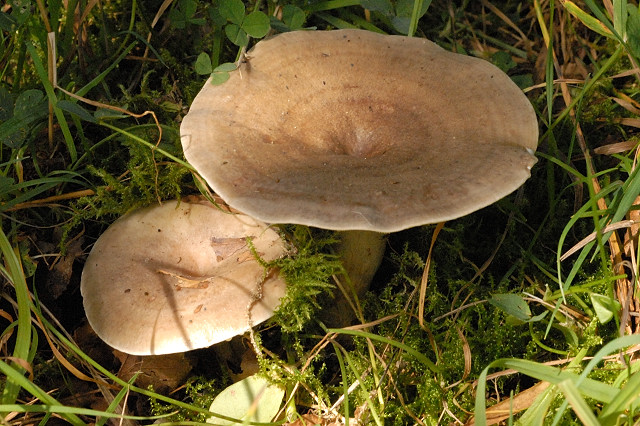
!Lactarius fluens!

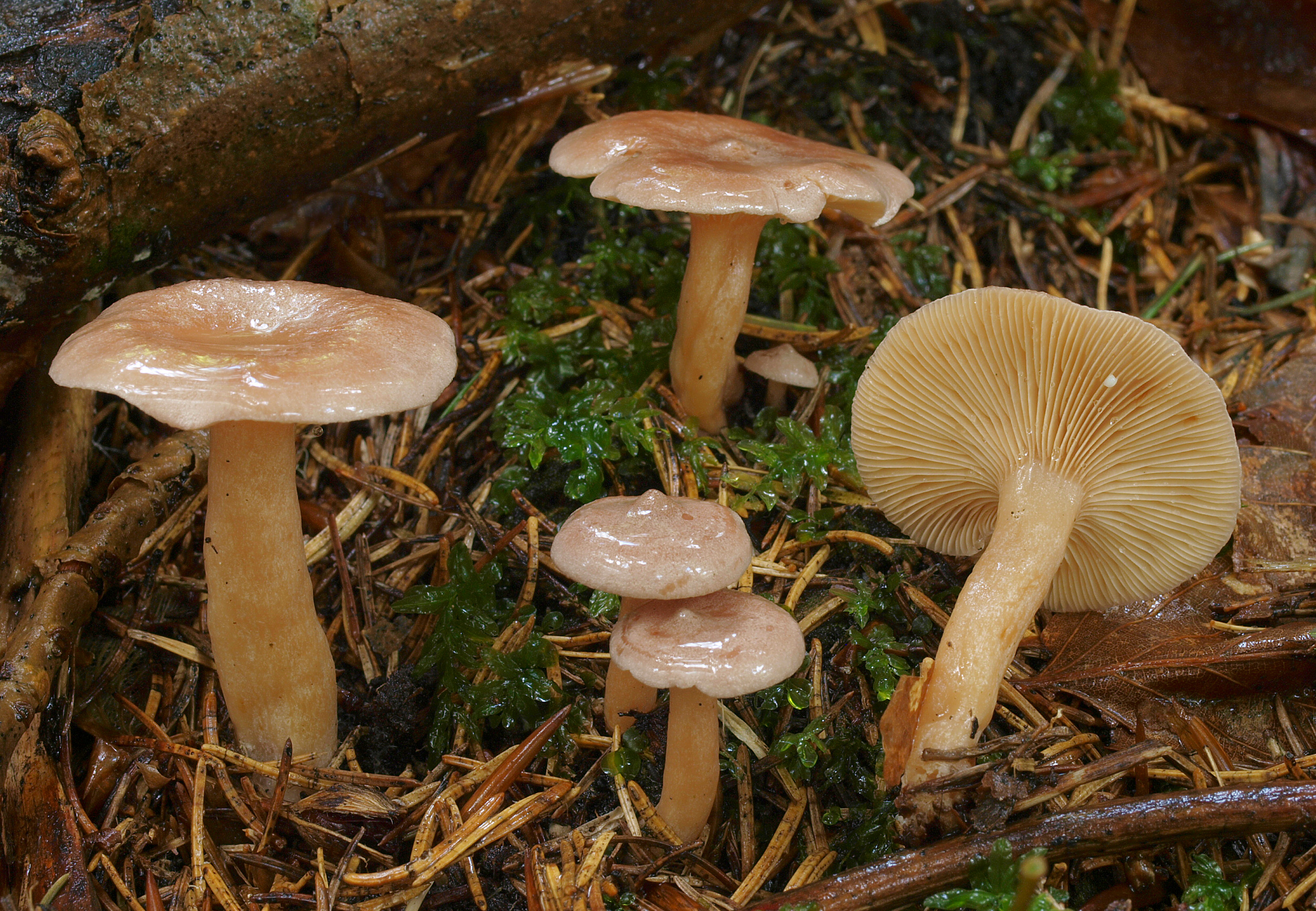
Lactarius glyciosmus
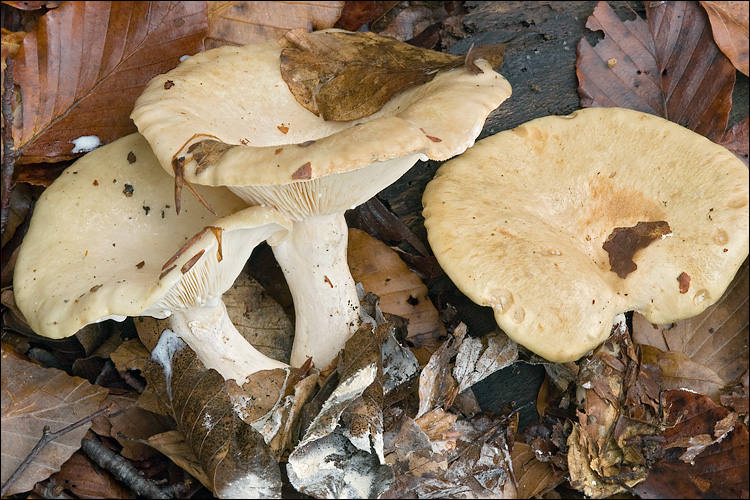
!!Lactarius pallidus!!
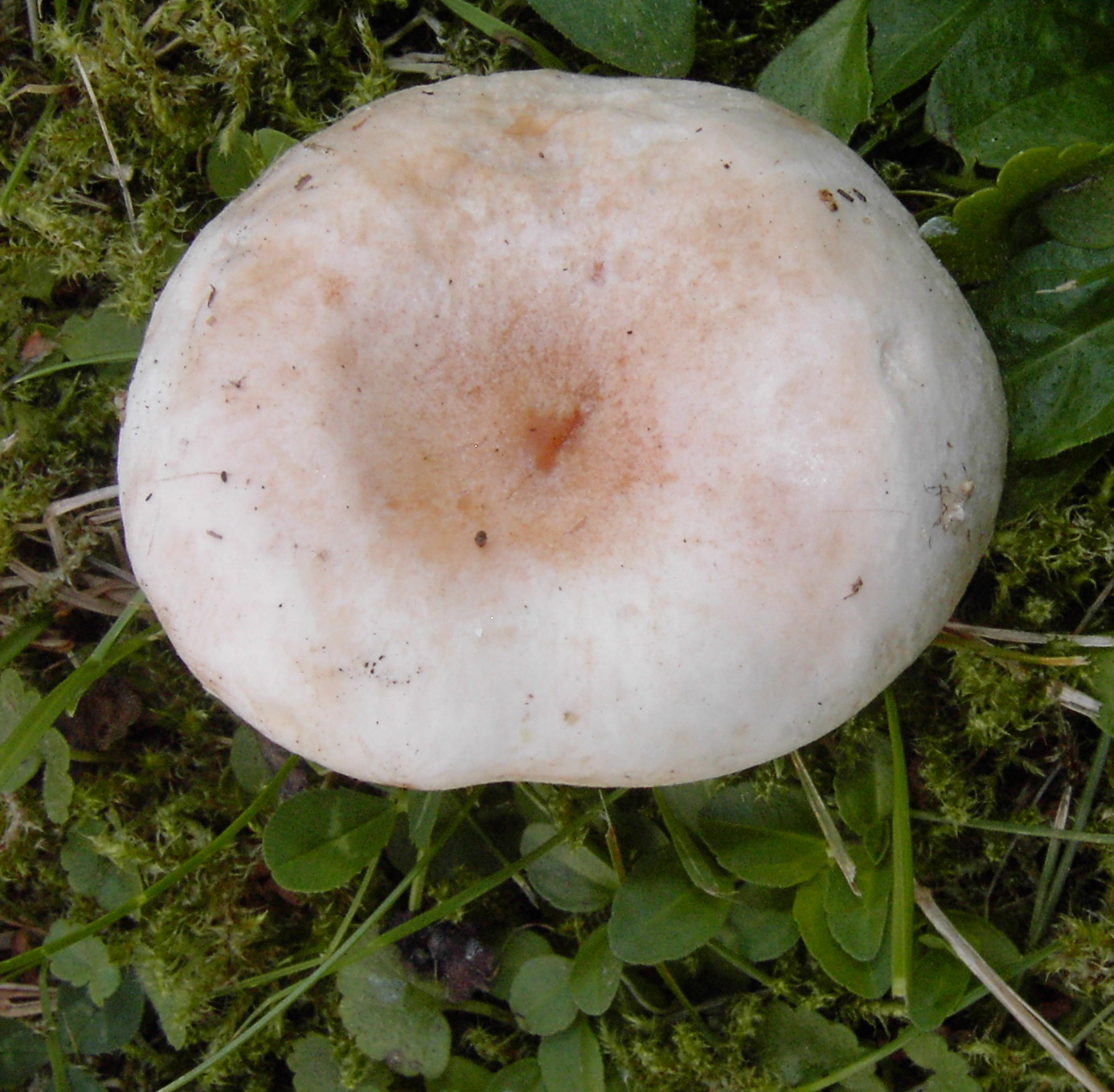
!!Lactarius pubescens!!
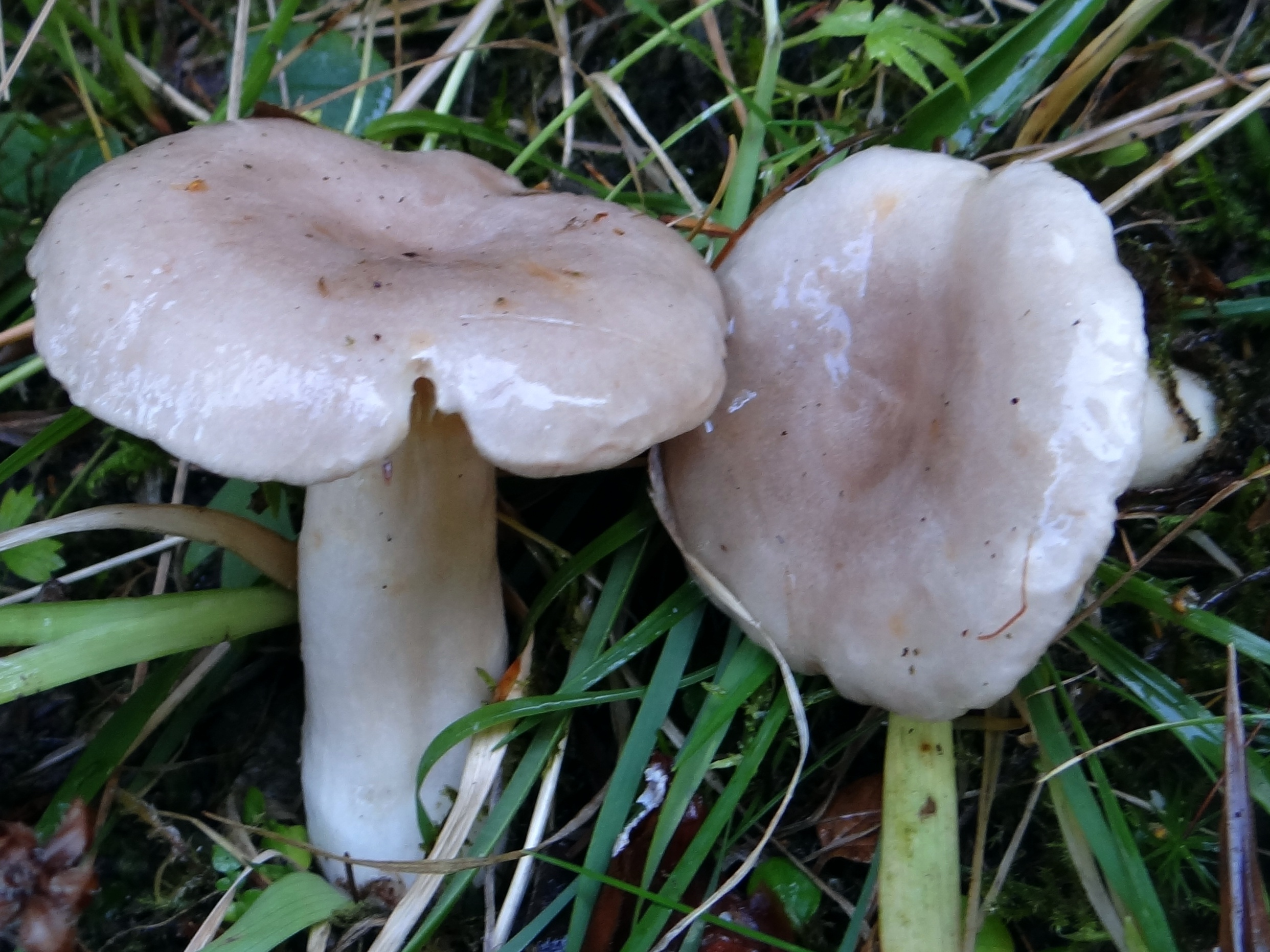
!Lactarius uvidus!
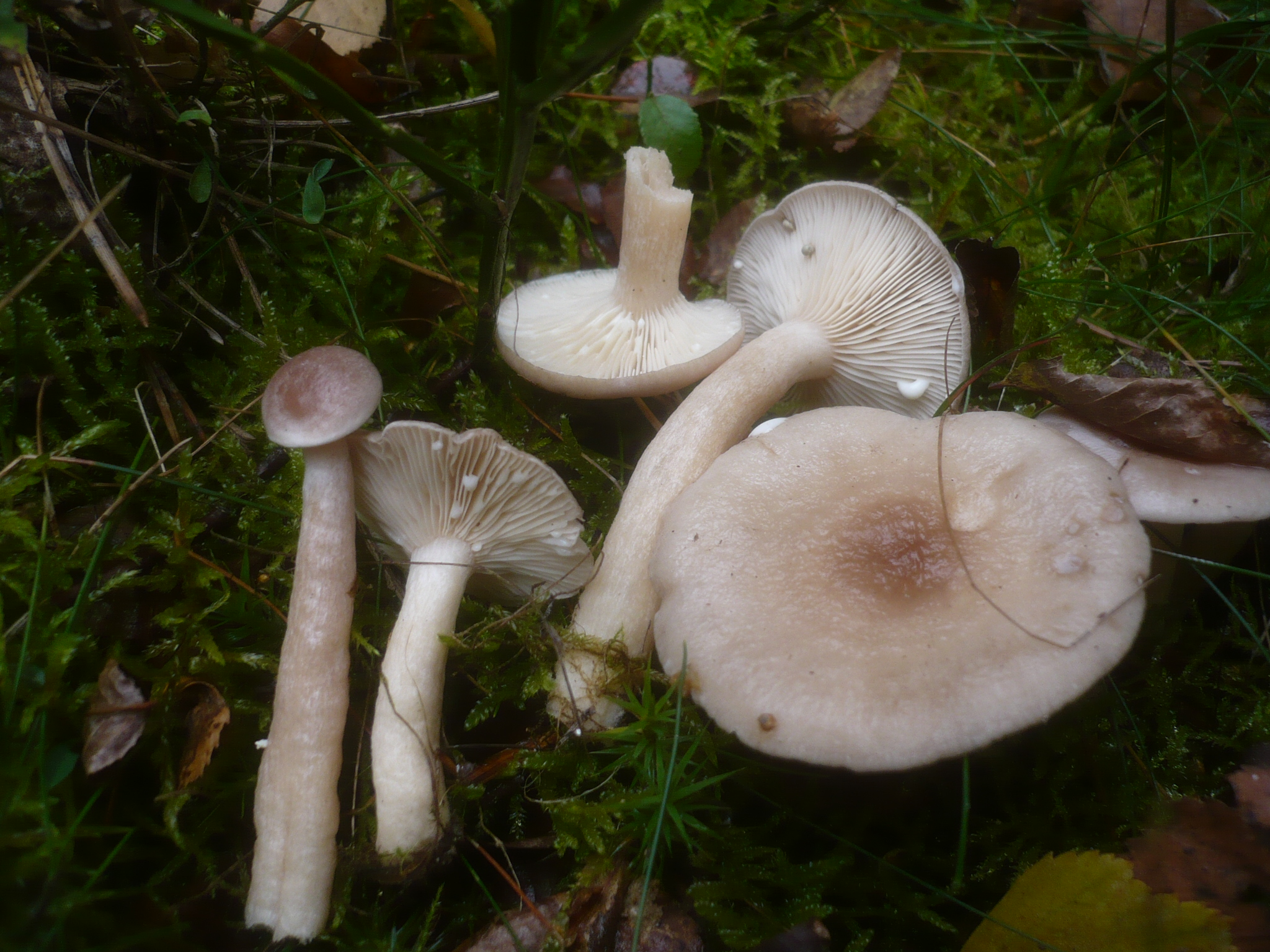
!Lactarius vietus!
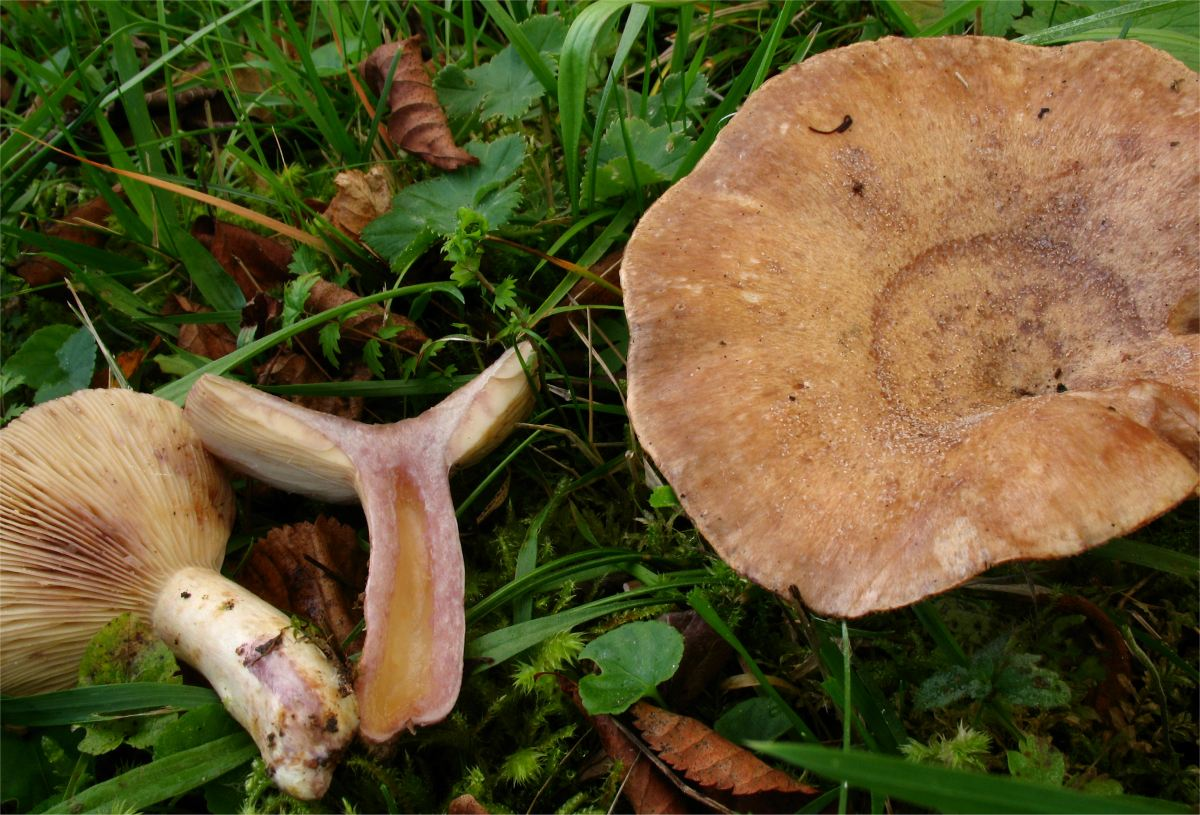
!Lactarius violascens!

## Valorificare
Deși de miros plăcut, specia este necomestibilă din cauza gustului amar, astringent și foarte iute.